# Soldano
Soldano (liguriska: Soudàn) är en ort och kommun i provinsen Imperia i regionen Ligurien i Italien. Kommunen hade 1 015 invånare (2018).